# Гэнтю
Гэнтю (яп. 元中 гэнтю:) — девиз правления (нэнго) японского императора Го-Камэяма из южной династии, использовавшийся с 1384 по 1392 год.
В Северном Дворе в этот период правил император Го-Комацу с нэнго Ситоку (1384—1387), Какэй (1387—1389), Коо (1389—1390), Мэйтоку (1390—1394). Причиной смена девиза правления на Гэнтю стало начало нового 60-летнего цикла китайского календаря.

## Продолжительность
Начало и конец эры:
- 28-й день 4-й луны 4-го года Кова (по юлианскому календарю — 18 мая 1384);
- 5-й день 10-й високосной луны 9-го года Гэнтю (по юлианскому календарю — 19 ноября 1392).

## Происхождение
Название нэнго было заимствовано из древнекитайского сочинения Книга Перемен:「黄裳元吉、文在中也」、「訟元吉以中正也」.

## События
даты по юлианскому календарю
- 1392 год (9-й год Гэнтю) — по приказу сёгуна Асикага Ёсимицу несколько тысяч всадников под предводительством Хатакэяма Ёсифука взяли построенный Масасигэ замок Конгосэн. Поскольку это был последний замок, который удерживал Южный Двор, Ёсимицу послал своего военачальника Оути Ёсихиро с поручением заключить мирный договор, согласно которому священные сокровища будут переданы северной династии, но восшествие на престол будет попеременным от обеих линий. Император Южного Двора ответил согласием[5];
- зима 1392 года (9-й год Гэнтю) — император Го-Комацу покинул Ёсино и передал Северному Двору священные сокровища[5];

## Сравнительная таблица
Ниже представлена таблица соответствия японского традиционного и европейского летосчисления. В скобках к номеру года японской эры указано название соответствующего года из 60-летнего цикла китайской системы гань-чжи. Японские месяцы традиционно названы лунами.
| 1-й год Гэнтю (Деревянная Крыса)     | 1-я луна        | 2-я луна   | 3-я луна* | 4-я луна                | 5-я луна  | 6-я луна*               | 7-я луна  | 8-я луна*  | 9-я луна    | 9-я луна (високосная) * | 10-я луна*               | 11-я луна     | 12-я луна*     |
| 1-й год Ситоку                       | 1-я луна        | 2-я луна   | 3-я луна* | 4-я луна                | 5-я луна  | 6-я луна*               | 7-я луна  | 8-я луна*  | 9-я луна    | 9-я луна (високосная) * | 10-я луна*               | 11-я луна     | 12-я луна*     |
| ------------------------------------ | --------------- | ---------- | --------- | ----------------------- | --------- | ----------------------- | --------- | ---------- | ----------- | ----------------------- | ------------------------ | ------------- | -------------- |
| Юлианский календарь                  | 23 января 1384  | 22 февраля | 23 марта  | 21 апреля               | 21 мая    | 20 июня                 | 19 июля   | 18 августа | 16 сентября | 16 октября              | 14 ноября                | 13 декабря    | 12 января 1385 |
| 2-й год Гэнтю (Деревянный Бык)       | 1-я луна        | 2-я луна*  | 3-я луна  | 4-я луна                | 5-я луна* | 6-я луна                | 7-я луна* | 8-я луна   | 9-я луна    | 10-я луна*              | 11-я луна                | 12-я луна*    |                |
| 2-й год Ситоку                       | 1-я луна        | 2-я луна*  | 3-я луна  | 4-я луна                | 5-я луна* | 6-я луна                | 7-я луна* | 8-я луна   | 9-я луна    | 10-я луна*              | 11-я луна                | 12-я луна*    |                |
| Юлианский календарь                  | 10 февраля 1385 | 12 марта   | 10 апреля | 10 мая                  | 9 июня    | 8 июля                  | 7 августа | 5 сентября | 5 октября   | 4 ноября                | 3 декабря                | 2 января 1386 |                |
| 3-й год Гэнтю (Огненный Тигр)        | 1-я луна*       | 2-я луна   | 3-я луна* | 4-я луна                | 5-я луна* | 6-я луна                | 7-я луна  | 8-я луна*  | 9-я луна    | 10-я луна               | 11-я луна*               | 12-я луна     |                |
| 3-й год Ситоку                       | 1-я луна*       | 2-я луна   | 3-я луна* | 4-я луна                | 5-я луна* | 6-я луна                | 7-я луна  | 8-я луна*  | 9-я луна    | 10-я луна               | 11-я луна*               | 12-я луна     |                |
| Юлианский календарь                  | 31 января 1386  | 1 марта    | 31 марта  | 29 апреля               | 29 мая    | 27 июня                 | 27 июля   | 26 августа | 24 сентября | 24 октября              | 23 ноября                | 22 декабря    |                |
| 4-й год Гэнтю (Огненный Кролик)      | 1-я луна*       | 2-я луна*  | 3-я луна  | 4-я луна*               | 5-я луна  | 5-я луна (високосная) * | 6-я луна  | 7-я луна*  | 8-я луна    | 9-я луна                | 10-я луна*               | 11-я луна     | 12-я луна      |
| 1-й год Какэй                        | 1-я луна*       | 2-я луна*  | 3-я луна  | 4-я луна*               | 5-я луна  | 5-я луна (високосная) * | 6-я луна  | 7-я луна*  | 8-я луна    | 9-я луна                | 10-я луна*               | 11-я луна     | 12-я луна      |
| Юлианский календарь                  | 21 января 1387  | 19 февраля | 20 марта  | 19 апреля               | 18 мая    | 17 июня                 | 16 июля   | 15 августа | 13 сентября | 13 октября              | 12 ноября                | 11 декабря    | 10 января 1388 |
| 5-й год Гэнтю (Земляной Дракон)      | 1-я луна*       | 2-я луна*  | 3-я луна  | 4-я луна*               | 5-я луна* | 6-я луна                | 7-я луна* | 8-я луна   | 9-я луна    | 10-я луна               | 11-я луна*               | 12-я луна     |                |
| 2-й год Какэй                        | 1-я луна*       | 2-я луна*  | 3-я луна  | 4-я луна*               | 5-я луна* | 6-я луна                | 7-я луна* | 8-я луна   | 9-я луна    | 10-я луна               | 11-я луна*               | 12-я луна     |                |
| Юлианский календарь                  | 9 февраля 1388  | 9 марта    | 7 апреля  | 7 мая                   | 5 июня    | 4 июля                  | 3 августа | 1 сентября | 1 октября   | 31 октября              | 30 ноября                | 29 декабря    |                |
| 6-й год Гэнтю (Земляная Змея)        | 1-я луна        | 2-я луна*  | 3-я луна  | 4-я луна*               | 5-я луна* | 6-я луна*               | 7-я луна  | 8-я луна*  | 9-я луна    | 10-я луна               | 11-я луна*               | 12-я луна     |                |
| 1-й год Коо                          | 1-я луна        | 2-я луна*  | 3-я луна  | 4-я луна*               | 5-я луна* | 6-я луна*               | 7-я луна  | 8-я луна*  | 9-я луна    | 10-я луна               | 11-я луна*               | 12-я луна     |                |
| Юлианский календарь                  | 28 января 1389  | 27 февраля | 28 марта  | 27 апреля               | 26 мая    | 24 июня                 | 23 июля   | 22 августа | 20 сентября | 20 октября              | 19 ноября                | 18 декабря    |                |
| 7-й год Гэнтю (Металлическая Лошадь) | 1-я луна        | 2-я луна   | 3-я луна* | 3-я луна (високосная) * | 4-я луна  | 5-я луна*               | 6-я луна* | 7-я луна   | 8-я луна*   | 9-я луна                | 10-я луна*               | 11-я луна     | 12-я луна      |
| 1-й год Мэйтоку                      | 1-я луна        | 2-я луна   | 3-я луна* | 3-я луна (високосная) * | 4-я луна  | 5-я луна*               | 6-я луна* | 7-я луна   | 8-я луна*   | 9-я луна                | 10-я луна*               | 11-я луна     | 12-я луна      |
| Юлианский календарь                  | 17 января 1390  | 16 февраля | 18 марта  | 16 апреля               | 15 мая    | 14 июня                 | 13 июля   | 11 августа | 10 сентября | 9 октября               | 8 ноября                 | 7 декабря     | 6 января 1391  |
| 8-й год Гэнтю (Металлическая Коза)   | 1-я луна        | 2-я луна*  | 3-я луна  | 4-я луна*               | 5-я луна  | 6-я луна*               | 7-я луна* | 8-я луна   | 9-я луна*   | 10-я луна               | 11-я луна*               | 12-я луна     |                |
| 2-й год Мэйтоку                      | 1-я луна        | 2-я луна*  | 3-я луна  | 4-я луна*               | 5-я луна  | 6-я луна*               | 7-я луна* | 8-я луна   | 9-я луна*   | 10-я луна               | 11-я луна*               | 12-я луна     |                |
| Юлианский календарь                  | 5 февраля 1391  | 7 марта    | 5 апреля  | 5 мая                   | 3 июня    | 3 июля                  | 1 августа | 30 августа | 29 сентября | 28 октября              | 27 ноября                | 26 декабря    |                |
| 9-й год Гэнтю (Водяная Обезьяна)     | 1-я луна        | 2-я луна*  | 3-я луна  | 4-я луна                | 5-я луна* | 6-я луна                | 7-я луна* | 8-я луна*  | 9-я луна    | 10-я луна*              | 10-я луна (високосная) * | 11-я луна     | 12-я луна      |
| 3-й год Мэйтоку                      | 1-я луна        | 2-я луна*  | 3-я луна  | 4-я луна                | 5-я луна* | 6-я луна                | 7-я луна* | 8-я луна*  | 9-я луна    | 10-я луна*              | 10-я луна (високосная) * | 11-я луна     | 12-я луна      |
| Юлианский календарь                  | 25 января 1392  | 24 февраля | 24 марта  | 23 апреля               | 23 мая    | 21 июня                 | 21 июля   | 19 августа | 17 сентября | 17 октября              | 15 ноября                | 14 декабря    | 13 января 1393 |

* звёздочкой отмечены короткие месяцы (луны) продолжительностью 29 дней. Остальные месяцы длятся 30 дней.